# 格勒尔斯多夫
格勒尔斯多夫是奥地利下奥地利州圣帕尔滕兰县的一个市镇。总面积13.63平方公里，总人口880人，人口密度64.6人/平方公里（2005年）。